# Erysimum amplexicaule
Erysimum amplexicaule är en korsblommig växtart som beskrevs av Achille Richard. Erysimum amplexicaule ingår i släktet kårlar, och familjen korsblommiga växter. Inga underarter finns listade i Catalogue of Life.